# The Quest – Jagd nach dem Speer des Schicksals
The Quest – Jagd nach dem Speer des Schicksals (Originaltitel: The Librarian: Quest for the Spear) ist eine Abenteuerfilmparodie von Regisseur Peter Winther, gedreht im Jahr 2004 in den USA.

## Handlung
Flynn Carsen, dessen Hobby und größte Freude das Lernen ist, ist bereits über dreißig Jahre alt, Inhaber von 22 akademischen Graden und immer noch Student, hat keine Freundin und lebt bei seiner Mutter Margie, welche ständig versucht, ihn zu verkuppeln. Da es ihm an praktischer Erfahrung mangelt, sorgt sein Archäologieprofessor für Flynns Abgang von der Universität. Da bis zum Beginn des nächsten Semesters noch sechs Monate Zeit sind, beschließt er, sich, wie vom Professor empfohlen, einen Job zu suchen.
Per Post erhält er eine Einladung zu einem Vorstellungsgespräch als Bibliothekar. Aufgrund seiner Qualifikation und seiner Menschlichkeit erhält Flynn die Stelle sofort und muss zu seiner großen Überraschung erfahren, dass sein neuer Arbeitsplatz Aufbewahrungsort der bedeutendsten und lange verschollen geglaubten oder gar für Legenden gehaltenen Gegenstände der Menschheitsgeschichte ist, darunter das Schwert Excalibur, die Büchse der Pandora, die Bundeslade, die „Gans, die goldene Eier legt“ und eines der drei Teilstücke vom „Speer des Schicksals“, mit dem angeblich Jesus am Kreuz die Wunde beigebracht wurde.
Als dieses Fragment des Speers in der folgenden Nacht gestohlen wird, ist es seine Aufgabe, dieses und die zwei anderen in der Welt versteckten Teilstücke wieder zurückzuholen, da der Speer seinem Besitzer angeblich die absolute Macht verleiht. Einziger Hinweis auf den Verbleib der anderen Stücke ist ein Buch, das in der Sprache der Vögel verfasst ist, welche laut Film von allen Menschen gesprochen wurde, bevor Gott nach dem biblischen Turmbau zu Babel entschied, den Menschen verschiedene Sprachen zu geben. Carsen schafft es jedoch, die Sprache im Flugzeug auf dem Weg zum zweiten Speerfragment zu lernen.
Hilfe bei seiner Aufgabe erhält er von einer weiteren Angestellten der Bibliothek, Nicole Noone, die von ihrem Gewissen geplagt wird, da sie sich vorwirft, für den Tod des vorherigen Bibliothekars und ihres Geliebten, Edward Wilde, verantwortlich zu sein. Tatsächlich entpuppt dieser sich aber als noch immer am Leben und als Anführer der „Bruderschaft der Schlange“, welche sich die Zerstörung der Bibliothek zur Aufgabe gemacht hat und auch für den Diebstahl des Speerstücks verantwortlich ist. Wilde und seine Leute verfolgen Carsen und Noone auf ihrem Weg zum zweiten Fragment und lauern ihnen auf, um sich dann, da Wilde selbst die Sprache der Vögel nicht versteht, von ihnen zum dritten Fragment führen zu lassen. Mit einer List schaffen es Carsen und Noone, die sich inzwischen ineinander verliebt haben, die „Bruderschaft der Schlange“ abzuschütteln und zumindest das dritte Fragment des Speers sicherzustellen.
In der folgenden Nacht werden das Teilstück allerdings gestohlen und Noone entführt, ohne dass Carsen etwas davon bemerkt. Er wird darüber informiert, dass zum Zusammensetzen der Stücke ein sehr starkes elektromagnetisches Feld erforderlich ist, wie es zuvor nur ein einziges Mal in einer bestimmten Pyramide mit Endstein aus Gold gemessen wurde. Carsen erkennt, dass es sich dabei nur um die Pyramide handeln kann, die er zuvor noch zusammen mit seinen Kommilitonen und seinem Archäologieprofessor im verkleinerten Modell exakt nachgebaut hat. Nach einem spektakulären Endkampf gelingt es ihm schließlich, den bereits zusammengesetzten Speer für die Bibliothek zurückzuerlangen.

## Kritik
„Solide gespielte, kurzweilige Unterhaltung nach einer Comic-Vorlage, die eine Abenteuergeschichte in Indiana Jones-Manier abspult. Zum Ende mangelt es dem Film an Dichte, sodass er die Handlungsfäden nur unzureichend zu Ende führt.“

## Auszeichnungen
Der Film wurde im Jahr 2005 in vier Kategorien – für die Darstellungen von Noah Wyle, Kyle MacLachlan und Sonya Walger sowie als Bester Fernsehfilm – für den Saturn Award nominiert. Er wurde außerdem 2005 für den Tonschnitt für den Motion Picture Sound Editors Award (Golden Reel Award) nominiert und erhielt eine Nominierung für eine Szene im Himalaya für den Visual Effects Society Award. David N. Titcher wurde 2006 für den Writers Guild of America Award nominiert.

## Fortsetzungen
2006 folgte die Fortsetzung The Quest – Das Geheimnis der Königskammer (The Librarian – Return to King Solomon’s Mines) und 2008 der dritte Teil, The Quest – Der Fluch des Judaskelch (The Librarian – The Curse of the Judas Chalice), beide unter der Regie von Jonathan Frakes.
Von Dezember 2014 bis März 2018 entstand beim amerikanischen Sender TNT die Fernsehserie The Quest (im Original: The Librarians), in welcher die Geschichte um den Bibliothekar und die Bibliothek fortgesetzt wurde. Neben Noah Wyle, der erneut die Rolle des Flynn Carsen übernahm, spielten Rebecca Romijn und John Larroquette sowie Christian Kane, Lindy Booth und John Kim die Hauptrollen, letztere bildeten eine Gruppe von Nachwuchs-Bibliothekaren.